# Platysenta mersa
Platysenta mersa là một loài bướm đêm trong họ Noctuidae.